# Xã Richland, Quận Edmunds, Nam Dakota
Xã Richland (tiếng Anh: Richland Township) là một xã thuộc quận Edmunds, tiểu bang Nam Dakota, Hoa Kỳ. Năm 2010, dân số của xã này là 46 người.